# Утепбергенов, Ментай Смагулович
Мента́й Смагу́лович Утепберге́нов (каз. Ментай Смағұлұлы Өтепбергенов; 7 августа 1946, Бескарагайский район, Павлодарская область, КазССР, СССР — 5 января 2016, Алма-Ата, Казахстан) — советский и казахский актёр кино. Заслуженный артист Республики Казахстан (1996).

## Биография
Окончил Семипалатинское училище механизации, Московское цирковое училище, актёрский факультет ВГИКа (мастерская Бориса Бабочкина) в 1974 году.
Снялся в 60 картинах на тринадцати киностудиях СССР. Сыграл представителей семнадцати национальностей, озвучивал мультипликационные фильмы.
Указом Президента Республики Казахстан награждён орденом «Курмет», за выдающиеся заслуги в казахской киноиндустрии.

### Хобби
Около 40 лет занимался коллекционированием марок, имел 5 золотых медалей международных филателистических выставок, членствовал в клубе кинофилателистов в городе Эрланген (Германия). Каталог его собрания называется «История мирового кино на марках» (билингва, содержит текст на русском и французском языках).

## Фильмография
- 1975 — Любимая — Битай
- 1976 — Лето в зоопарке — эпизод
- 1976 — Моя любовь на третьем курсе — эпизод
- 1977 — Однажды и на всю жизнь — эпизод
- 1978 — А счастье рядом — гидростроитель
- 1978 — Жнецы
- 1978 — Клад чёрных гор — эпизод
- 1979 — Вкус хлеба — эпизод
- 1979 — Решающая схватка
- 1980 — Гонцы спешат — эпизод
- 1980 — Мы — взрослые — Халиолда
- 1980 — Невозможные дети — эпизод
- 1980 — Пора звенящего зноя — эпизод
- 1981 — Великий самоед — эпизод
- 1981 — Право на выстрел — боцман шхуны «Киёси»
- 1982 — Белый шаман — Майна-Воопка, муж Пэпэв, отец Омрыкая
- 1982 — Казачья застава — эпизод
- 1983 — Непобедимый — племянник Якуб-хана (нет в титрах)
- 1984 — Репортаж из бездны — Базлур
- 1985 — Возвращение Ольмеса — эпизод
- 1985 — Непрофессионалы
- 1985 — Одиночное плавание — Дэн, тайский массажист
- 1986 — Тайны мадам Вонг — Сони
- 1986 — Человек на мотоцикле — следователь
- 1986 — «Миражи любви» — эпизод
- 1987 — Джура — охотник из Мин-Архара — Саид
- 1987 — Зять из провинции — Кудайберген
- 1987 — Кто ты, всадник? — Тлеп
- 1988 — Преследование
- 1988 — Странный мир желаний и надежд
- 1989 — Грань — эпизод
- 1989 — Частный детектив, или Операция «Кооперация» — Мао
- 1989 — Султан Бейбарс — эпизод
- 1989 — Интердевочка — японец (роль озвучил Алексей Золотницкий)
- 1990 — Принц привидение — наставник принца
- 1990 — Убийца поневоле
- 1991 — Призрак — «Пупок»
- 1991 — Как живёте, караси? — Эмиль
- 1991 — Житие Александра Невского
- 1991 — Дикое поле — Музафар
- 1992 — На Дерибасовской хорошая погода, или На Брайтон-Бич опять идут дожди — казахский мафиозо
- 1995 — Чёрные береты
- 1998 — Ветер на крышах
- 2007 — Ангелочек (Казахстан)
- 2001—2003 — Саранча (Казахстан) — Марат Асанов, полковник, следователь прокуратуры
- 2007 — Рэкетир (Казахстан) — Маке, партнёр Жана
- 2007—2010 — Гаишники (Россия, Украина) — Ван Лао
- 2007—2010 — Полиция Хоккайдо. Русский отдел — Нисио
- 2008 — Завещание ночи (Россия, Украина) — Хайдат Жамьянов, лама
- 2008 — Махамбет (Казахстан)
- 2009 — Город мечты (Казахстан) — Абдулла
- 2009 — Грим (Казахстан) — Азамат
- 2009 — Правосудие волков — Жантурин (в титрах не указан)
- 2009 — Исаев — Ицувамо
- 2010 — Астана — любовь моя (Казахстан, Турция) — Бакир
- 2011 — Ликвидатор[каз.] (Казахстан) — Алдияр Бекенов
- 2012 — Жас Улан (Казахстан)
- 2012 — Войско Мын Бала (Казахстан) — писарь Галдан-цэрэна
- 2012 — Польская сибириада (Польша) — Федосей